# Alfaroa costaricensis
Alfaroa costaricensis ist eine zentralamerikanische Baumart aus der Familie der Walnussgewächse (Juglandaceae).

## Merkmale
Alfaroa costaricensis wächst als Baum oder großer Strauch. Sie wird bis 23 m hoch bei einem Brusthöhendurchmesser von bis zu 90 cm. Brettwurzeln sind klein oder fehlen. Die Borke ist bis 1 cm dick, im Inneren rosa mit weißen Streifen oder seltener hellorange. Knospen und Sprosse sind mit langen (1,5 mm), rauen Haaren besetzt, die im Laufe der Zeit weniger werden.
Die Blätter stehen meist gegenständig, seltener wechselständig oder wirtelig. Der Blattstiel ist 0,4 bis 2 cm lang und behaart, die Rhachis 10 bis 15, selten bis 30 cm lang und ebenfalls behaart. Die 12 bis 24 Fiederblättchen stehen gegenständig oder annähernd gegenständig, die unteren sind auffällig reduziert. Der Blattrand meist ganzrandig, manchmal gesägt. An Wurzelsprossen und Jungpflanzen ist der Blattrand grob gesägt. Die Blattoberseite ist wachsig grün und kahl mit Ausnahme der Rippen, die Unterseite ist stumpf grün. Junge Triebe werden im Januar zu Beginn der Trockenzeit gebildet und sind anfänglich rot.
Die weiblichen Blütenstände stehen endständig an diesjährigen Trieben, sind steif und aufrecht. An ihrer Basis können männliche Kätzchen oder Einzelblüten stehen. Sie haben bis 65 Blüten in einer Ähre, die vertrocknet mehrere Wochen nach der Blüte erhalten bleiben. Die männlichen Kätzchen stehen wechselständig oder gegenständig, bis 16 cm lang. Bis 10 Kätzchen stehen zusammen, bis 40 oder 50 können eine zusammengezogene, endständige Rispe bilden. Selten kommen androgyne Rispen vor, die aus einer zentralen weiblichen Ähre und seitenständigen, 1 bis 4 kurzen männlichen Kätzchen bestehen.
Die männlichen Blüten sind deutlich 1 bis 2 (selten 8) mm lang gestielt. Sie stehen in dreilappigen Tragblättern. Sie haben 4 bis 7 Blütensegmente (Kelchblätter und Brakteolen), die zur Reife zurückgebogen sind und die Staubblätter nicht umhüllen. Es gibt 6 bis 11 Staubblätter. Die Pollenkörner sind in Polansicht annähernd dreieckig, ihr Durchmesser beträgt rund 25 Mikrometer. Die weiblichen Blüten sind sitzend. Ihr Tragblatt ist dreilappig mit deutlichem Zentrallappen. Die vier Kelchlappen sind zurückgebogen und geben die Narbe frei. Der Griffel ist verlängert, zweiästig. Die Narbenlappen sind rund bis hufeisenförmig und reif leuchtend rot. Hauptblütezeit ist im Februar.
Die Frucht ist ellipsoidisch bis eiförmig, selten zusammengedrückt. Sie ist bis 3 cm lang und hat 2 cm Durchmesser. Der Kelch bildet einen 2 bis 5 mm langen Schnabel und verbleibt an der Frucht. Die Hülle der Nuss fehlt weitgehend und ist unter 0,5 mm dick. Die Nussschale ist sehr dünn, unter 1 mm und knorpelig.
Die ersten zwei im Freien erscheinenden Blätter des Sämlings sind gegenständig, zusammengesetzt und grob gesägt. Die ersten Folgeblätter sind wechselständig, gefiedert und gesägt. Später werden die Blätter gegenständig und vorwiegend ganzrandig.

## Verbreitung
Das Areal von Alfaroa costaricensis reicht von Mexiko bis Panama. In der Vergangenheit war sie eine recht verbreitete Art in den Wäldern.
Die Art wächst an Hängen mit mindestens 5 % Neigung in Höhen von 600 bis 2200 m. Die Gebiete weisen jährliche Niederschläge von 1500 bis 2500 mm und Mindesttemperaturen von 15 bis 20 °C auf.

## Nutzung
Das Holz besitzt eine rosa Faserung, ist aber schwer zu bearbeiten. Es wird für Möbel, Pfosten, Holzkohle und als Bauholz verwendet.

## Belege
- E. Arnaez, I. Moreira: Alfaroa costaricensis. In: Tropical Tree Seed Manual Part II. Species Descriptions, USDA Forest Service, 2003, S. 287–288. (pdf) (Memento vom 16. April 2005 im Internet Archive)
- Donald E. Stone: Juglandaceae, in: William Burger (Hrsg.): Flora Costaricensis, Fieldiana Botany, Band 40, 1977, S. 28–53, ISSN 0015-0746